# Ophionyssus eremiadis
Ophionyssus eremiadis  (лат.) — вид клещей семейства Macronyssidae из отряда Mesostigmata (Dermanyssoidea). Встречаются в Азии. Эктопаразиты ящериц.

## Описание
Мелкие клещи, длина тела менее 1 мм (длина спинного щитка самок от 700 до 820 мкм). Подонотальный щиток покрыт 8 парами щетинок.
Имеют два спинных щитка у самок (крупный головогрудной и мелкий округлый пигидиальный) и один у самцов. Паразитируют на ящерицах семейства настоящие ящерицы (Lacertidae) и агамовые (Agamidae).
Вид был впервые описан в 1960 году советскими зоологами В. Нагловым и Г. Нагловой.